# Jinzhou
Jinzhou is een stad in de gelijknamige prefectuur in de provincie Liaoning van China. Bijnier volkstelling van 2020 had de stad 1.021.478 inwoners, de gehele prefectuur had 2.703.853 Inwoners.
Deze regio is de oorsprong van het paardenras met dezelfde naam; Jinzhou.

## Geboren
- Wu Yu (1997), schaatser